# Costantino Corneu
Costantino Corneu (gallese: Custennin; latino: Constantinus; inglese: Constantine; attorno al 411 – 443) è un leggendario re della Dumnonia, che regnò dopo il padre Conomor, agli inizi del V secolo.
Il suo nome significa "Costantino di Cornovaglia". Secondo alcuni sarebbe stato il padre di Uther Pendragon, re-supremo della Britannia e a sua volta padre di re Artù. Questa identificazione nasce probabilmente dalla confusione tra varie figure denominate "Costantino" nella storia leggendaria della Britannia. Secondo Goffredo di Monmouth, tuttavia, Uther Pendragon e Ambrosio Aureliano sarebbero stati figli di Flavio Claudio Costantino, usurpatore dell'Impero romano d'Occidente e per breve tempo re di Britannia. Costantino Corneu viene anche talvolta identificato con Costantino di Britannia, che sarebbe invece, secondo le genealogie, un suo discendente. 
Alla sua morte, il suo regno fu diviso tra i suoi due figli, Erbin e Merion.